# Václav Jaša
Václav Jaša (27. září 1886 Horní Vilémovice – 27. března 1976 Plaveč) byl československý politik a meziválečný poslanec Národního shromáždění za Československou sociálně demokratickou stranu dělnickou.

## Biografie
Angažoval se v Československých legiích. Profesí byl řídícím učitelem. Podle údajů z roku 1935 bydlel v Znojmě.
Po parlamentních volbách v roce 1920 se stal poslancem Národního shromáždění. Byl do sněmovny kooptován až dodatečně roku 1921 jako jeden ze čtyř nových poslanců reprezentujících Československé legie. Mandát obhájil v parlamentních volbách v roce 1925, parlamentních volbách v roce 1929 a parlamentních volbách v roce 1935. Poslanecký post si oficiálně podržel do zániku parlamentu roku 1939, přičemž ještě krátce předtím v prosinci 1938 přešel do nově zřízené Národní strany práce.
Za druhé světové války byl za odbojovou činnost vězněn v Kaunicových kolejích a v koncentračním táboře Terezín. Po válce působil na Okresním národním výboru ve Znojmě jako osídlovací referent, referent pro otázky kulturní a sociální a referent pro církevní otázky.